# Anemone baissunensis
Anemone baissunensis là một loài thực vật có hoa trong họ Mao lương. Loài này được Juz. ex M.M.Sharipova mô tả khoa học đầu tiên năm 1975.